# Лыщицы
Лы́щицы (бел. Лы́шчыцы) — деревня в Брестском районе Брестской области Беларуси, в составе Лыщицкого сельсовета. Население — 81 человек (2019). В окрестностях деревни находится одно из крупнейших (из 25 открытых) в Брестском районе месторождений торфа.

## География
Деревня Лыщицы расположена в 27 км по автодорогам к северо-западу от центра города Брест и в 10 км к северу от границы с Польшей. Местность принадлежит бассейну Вислы, к северу от деревни протекает небольшая река Лютая, приток Лесной. Деревня соединена местными дорогами с Новыми Лыщицами и Остромечево. В трёх километрах от деревни, в Новых Лыщицах находится ж/д платформа Лыщицы (линия Белосток — Брест).

## История
Согласно письменным источникам поселение известно с XVI века как деревня в Трокском воеводстве Великого княжества Литовского, а после административно-территориальной реформы середины XVI века в Берестейском воеводстве. Имение было родовым гнездом рода Лыщинских. В 1634 году здесь родился философ-атеист Казимир Лыщинский. В XVIII столетии имение перешло к роду Вислоцких.
После третьего раздела Речи Посполитой (1795) в составе Российской империи, с 1801 года — в Гродненской губернии. Во второй половине XIX века Вислоцкие возвели в Лыщицах дворянскую усадьбу с пейзажным парком, которая была уничтожена в годы Великой Отечественной войны.
В 1886 году и далее — центр Лыщицкой волости Брестского уезда. По переписи 1897 года — 60 дворов. В 1905 году в деревне находились телеграфная станция, участки воинской повинности, сельского фельдшера, мирового судебного округа.
В Первую мировую войну с 1915 года деревня оккупирована германскими войсками. Согласно Рижскому мирному договору (1921) вошла в состав межвоенной Польши, где была центром гмины Лыщицы Брестского повета Полесского воеводства и насчитывала 52 двора. В 1924 году работали 5 мельниц и кирпичный завод. С 1939 года в составе БССР, в 1940 году 100 дворов.
В Великую Отечественную войну на фронте погибли 9 сельчан. В сентябре 1942 года в километре от деревни, у леса, было расстреляно 756 человек разных национальностей, большинство которых составляли евреи. В 1956 году на могиле установлен обелиск.
В январе 1949 года 70 из 89 хозяйств объединились в колхоз имени Мичурина.

## Население
На 1 января 2018 года насчитывалось 79 жителей в 42 домохозяйствах, из них 16 младше трудоспособного возраста, 39 — в трудоспособном возрасте и 24 — старше трудоспособного возраста. и магазин закрыт в 2019 , осталось только кладбище.

## Достопримечательности
- Усадьба Вислоцких[7].
- Могила жертв фашизма (1942-1944) —  Историко-культурная ценность Республики Беларусь, шифр 113Д000094.

## Известные уроженцы
- Лыщинский, Казимир — философ и общественный деятель Речи Посполитой, автор трактата «О несуществовании бога».